# تشاستي باليستيروس
تشاستي روز بالستيروس ولدت في 3 يناير 1981) ممثلة كندية من أصل فلبينية. ظهرت في عدة أعمال منها سمولفيل، خارق للطبيعة، سايك، راي دونوفان، ومن أدوارها الكوميدية مسلسل ذي رانش وكيف قابلت أمكما.

## روابط خارجية
- تشاستي باليستيروس على موقع IMDb (الإنجليزية)
- تشاستي باليستيروس على موقع ألو سيني (الفرنسية)
- تشاستي باليستيروس على موقع قاعدة بيانات الفيلم (الإنجليزية)
- تشاستي باليستيروس على موقع كينوبويسك (الروسية)